# Ardekania
Ardekania é um gênero de mariposa pertencente à família Crambidae.